# Amillis
Amillis (prononcé [amiji] ) est une commune française située dans le département de Seine-et-Marne, à proximité de Coulommiers, en région Île-de-France.

## Géographie

### Localisation
La commune est située à environ 10,4 kilomètres au sud de Coulommiers, au cœur de la Brie.

### Communes limitrophes
Les communes limitrophes proches d'Amillis incluent Dagny à 3,97 km, Beautheil à 4,06 km, Chevru à 4,88 km, Marolles-en-Brie à 4,89 km, Chailly-en-Brie à 5,57 km, Vaudoy-en-Brie à 6,8 km et Jouy-le-Châtel à 8,1 km.
| Beautheil-Saints | Chailly-en-Brie | Marolles-en-Brie |
| Beautheil-Saints | Amillis         | Chevru           |
| Vaudoy-en-Brie   | Jouy-le-Châtel  | Dagny            |

### Géologie et relief
L'altitude varie de 102 mètres à 163 mètres pour le point le plus haut, le centre du bourg se situant à environ 108 mètres d'altitude (mairie).
Une prospection a été menée à partir de 1976 par le Bureau de recherches géologiques et minières dans la vallée de l’Aubetin, dans la région d’Amillis, pour définir les zones susceptibles d’être favorables à l’implantation de forages d’exploitation d’eau souterraine.
La commune est classée en zone de sismicité 1, correspondant à une sismicité très faible.

### Hydrographie
Le système hydrographique de la commune se compose de  douze cours d'eau référencés :
- la rivière l’Aubetin, longue de 61,15 km[5], affluent du Grand Morin. Le 31 août 1958, l'Aubetin déborde et envahit la plaine ;
  - un bras de l'Aubetin, 0,19 km[6] ;
  - le fossé 01 de la Commune d'Amillis, 1,22 km[7], et ;
  - le fossé 02 de la Commune d'Amillis, 1,03 km[8], et ;
  - le ru de la Baguette, long de 3,15 km[9], affluents de l'Aubetin ;
    - le fossé 01 de Saint-Eloi, long de 1,22 km[10], qui conflue dans le ru de la Baguette ;

  - le ru de Chevru, long de 7,72 km[11], affluent de la Aubetin ;
    - le ru de Beaufour, long de 1,27 km[12], qui conflue dans le ru de Chevru ;
      - le fossé 01 du Petit Beaufour, long de 2,29 km[13], qui conflue dans le ru de Beaufour ;
- le ru de l'Étang de Beuvron, long de 10,44 km[14], affluent de l’Yerres ;
  - le fossé 01 des Grands Sillons, canal de 1,08 km[15], et ;
  - le fossé 01 de Montauban, long de 1,67 km[16], confluent avec le ru de l'Étang de Beuvron.

La longueur linéaire globale des cours d'eau sur la commune est de 18,51 km.

### Climat
Pour des articles plus généraux, voir Climat de l'Île-de-France et Climat de Seine-et-Marne.
En 2010, le climat de la commune est de type climat océanique dégradé des plaines du Centre et du Nord, selon une étude du CNRS s'appuyant sur une série de données couvrant la période 1971-2000. En 2020, Météo-France publie une typologie des climats de la France métropolitaine dans laquelle la commune est exposée à un climat océanique altéré et est dans la région climatique Nord-est du bassin Parisien, caractérisée par un ensoleillement médiocre, une pluviométrie moyenne régulièrement répartie au cours de l’année et un hiver froid (3 °C).
Pour la période 1971-2000, la température annuelle moyenne est de 10,4 °C, avec une amplitude thermique annuelle de 15,4 °C. Le cumul annuel moyen de précipitations est de 746 mm, avec 12,2 jours de précipitations en janvier et 8,1 jours en juillet. Pour la période 1991-2020, la température moyenne annuelle observée sur la station météorologique la plus proche, située sur la commune de Chevru à 5 km à vol d'oiseau, est de 11,2 °C et le cumul annuel moyen de précipitations est de 697,7 mm,. Pour l'avenir, les paramètres climatiques de la commune estimés pour 2050 selon différents scénarios d'émission de gaz à effet de serre sont consultables sur un site dédié publié par Météo-France en novembre 2022.
| Mois                                  | jan.            | fév.           | mars          | avril         | mai             | juin           | jui.           | août           | sep.         | oct.            | nov.          | déc.             | année      |
| ------------------------------------- | --------------- | -------------- | ------------- | ------------- | --------------- | -------------- | -------------- | -------------- | ------------ | --------------- | ------------- | ---------------- | ---------- |
| Température minimale moyenne (°C)     | 1,3             | 1,3            | 3,3           | 5,1           | 8,7             | 11,5           | 13,3           | 13,2           | 10,4         | 7,8             | 4,2           | 2                | 6,8        |
| Température moyenne (°C)              | 3,7             | 4,4            | 7,5           | 10,2          | 13,9            | 17             | 19,3           | 19,2           | 15,7         | 11,8            | 7,1           | 4,4              | 11,2       |
| Température maximale moyenne (°C)     | 6,1             | 7,4            | 11,7          | 15,3          | 19              | 22,5           | 25,3           | 25,3           | 21           | 15,7            | 9,9           | 6,7              | 15,5       |
| Record de froid (°C) date du record   | −15,8 08.01.10  | −13,9 04.02.12 | −9,2 13.03.13 | −4,4 06.04.21 | −1,3 05.05.1996 | 1,4 04.06.1991 | 5,5 13.07.1993 | 4,6 26.08.1993 | 1,8 30.09.22 | −3,8 30.10.1997 | −9,7 30.11.10 | −12,7 31.12.1996 | −15,8 2010 |
| Record de chaleur (°C) date du record | 15,6 05.01.1999 | 18,6 27.02.19  | 24,6 31.03.21 | 28,2 20.04.18 | 30,9 27.05.05   | 35,8 27.06.11  | 41,5 25.07.19  | 39,7 12.08.03  | 34 09.09.23  | 28,3 01.10.11   | 21 07.11.15   | 16,6 07.12.00    | 41,5 2019  |
| Précipitations (mm)                   | 57,8            | 52,6           | 51,2          | 51,6          | 67,1            | 51,5           | 55,9           | 56             | 56,1         | 64,7            | 60,9          | 72,3             | 697,7      |

### Milieux naturels et biodiversité

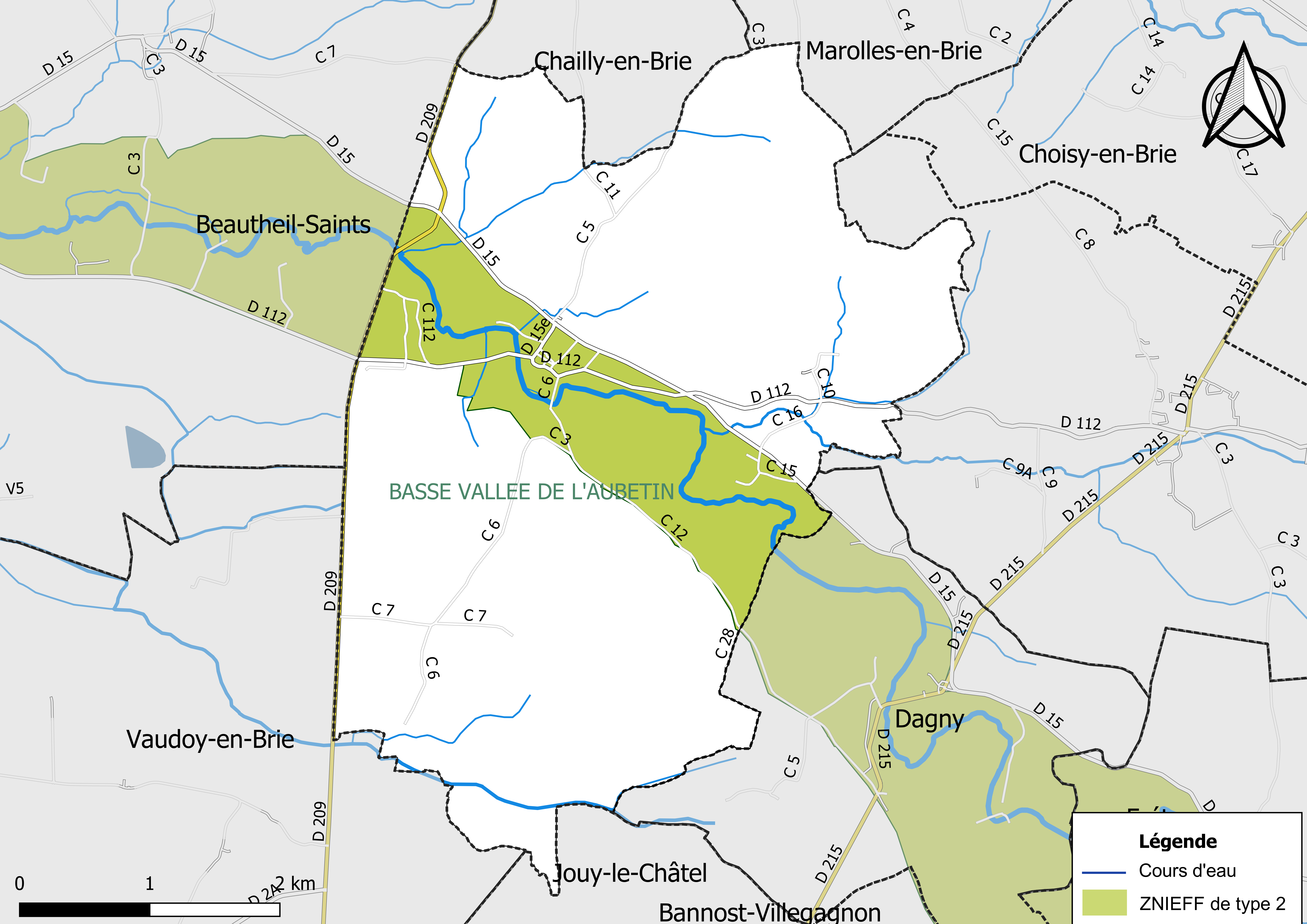
Carte des ZNIEFF de type 2 localisées sur la commune.

L’inventaire des zones naturelles d'intérêt écologique, faunistique et floristique (ZNIEFF) a pour objectif de réaliser une couverture des zones les plus intéressantes sur le plan écologique, essentiellement dans la perspective d’améliorer la connaissance du patrimoine naturel national et de fournir aux différents décideurs un outil d’aide à la prise en compte de l’environnement dans l’aménagement du territoire.
Le territoire communal d'Amillis comprend une ZNIEFF de type 2,, la « Basse vallée de l'Aubetin » (2 376,41 ha), couvrant 8 communes du département.

## Urbanisme

### Typologie
Au 1er janvier 2024, Amillis est catégorisée commune rurale à habitat dispersé, selon la nouvelle grille communale de densité à sept niveaux définie par l'Insee en 2022.
Elle est située hors unité urbaine. Par ailleurs la commune fait partie de l'aire d'attraction de Paris, dont elle est une commune de la couronne,. Cette aire regroupe 1 929 communes,.

### Logement
En 2015, le nombre total de logements dans la commune était de 400 (dont 82,1 % de maisons et 6,8 % d’appartements).
Parmi ces logements, 75,3 % étaient des résidences principales, 16,1 % des résidences secondaires et 8,6 % des logements vacants.
La part des ménages propriétaires de leur résidence principale s’élevait à 79,2 % contre 15,1 % de locataires.

### Occupation des sols
Le territoire de la commune se compose de 67 % de terres arables, 27,8 % de forêts, 2,6 % de prairies, 1,4 % de zones agricoles hétérogènes et 1,2 % de zones urbanisées,.

### Lieux-dits et écarts
La commune compte 125 lieux-dits administratifs répertoriés consultables ici.
Les plus importants sont : Fontenelle, Courcelles, la Tuilerie, le Petit Beaufour, Planche, Bellevue, les Marnières, les Bordes.

### Voies de communication et transports

#### Voies de communication
Amillis est située sur la D 112 reliant Chevru à Maison-Meunier (Saints).
De Paris, on accède à la commune par l’autoroute A4, sortie No 13.

#### Transports
La commune est desservie par la ligne d’autocars No 10 (Coulommiers - Meilleray) du réseau de bus Brie et 2 Morin.
La gare SNCF la plus proche est la gare de Coulommiers, desservie par les trains de la ligne P du Transilien située à 10,5 kilomètres (14 minutes).

## Toponymie
Le nom de la localité est attesté sous les formes Amiliacum en 1112, Ecclesia de Almiges en 1135, Cella de Emilleriis en 1145.
Le domaine d'un certain Amelius.[source insuffisante]

## Histoire
Prononcée Amilliacum, la terre seigneuriale de cette localité est signalée dans une charte des comtes de Champagne en date de 1160.
Elle dépendit successivement de l'abbaye de Notre-Dame de Fontenay et de celle de Sainte-Geneviève-du-Mont, jusqu'au XVIe siècle. La seigneurie échut à François d'Anglure qui en rendit hommage au seigneur de Coulommiers. Il avait épousé, en 1523, Marie de Vères, veuve de Louis de Brichanteau-Nangis. Elle lui apportait en dot la terre seigneuriale de Dagny. François d'Anglure mourut au château d'Amillis, en 1554. Leur fille, Marie d'Anglure, héritière d'Amillis et de Dagny, épousa Claude de Bauffremont, baron de Seneçay, capitaine de cent hommes d'armes, gouverneur d'Anglure et conseiller d'État. Elle lui donna deux fils : Henri et Philippe et deux filles, mesdames de Vieupont et de Vergy.
Henri de Bauffremont fut tenu sur les fonts baptismaux, en 1577, par le duc de Guise dont les troupes campaient dans les environs. Henri fut marquis de Seneçay et seigneur d'Amillis et de Dagny. Chevalier des ordres du roi, il présida la noblesse aux États de Bourgogne, en 1614, fut chargé de l'ambassade d'Espagne pour le mariage de Louis XIII avec Anne d'Autriche. Lié au cardinal de La Rochefoucauld dont il avait épousé la nièce, il eut beaucoup d'influence sur la reine et s'en servit. Il mourut en 1622 des suites des blessures qu'il avait reçues au siège de Rozan. Il laissait une fille, Marie-Claire de Bauffremont, comtesse de Flaix, sa femme et sa mère. Celle-ci, veuve, abandonna, en 1610, le château d'Amillis à son second fils, Philippe, qui renonça à la donation. Dès lors, la baronne de Seneçay fit don à  ses deux filles de ses biens de la Brie en 1628, sous réserve d'usufruit.
La marquise, Henri de Bauffremont, née Marie-Catherine de La Rochefoucauld, duchesse de Randan, nièce du cardinal de La Rochefoucauld, protégea Bossuet qu'elle présenta à Anne d'Autriche, dont elle était dame d'honneur. Elle était aussi gouvernante des enfants de France. Elle obtint pour sa fille, la comtesse de Flaix, la survivance de la charge de dame d'honneur.
Les seigneuries d'Amillis et de Dagny passèrent ensuite à la famille des comtes de la Martellière, originaire de Perche, qui les conserva jusqu'à la Révolution.
Durant la Révolution française, Jérôme-Joseph-François-Bernard, comte de la Martellière, fut déclaré émigré en 1803 et ses propriétés, devenues biens nationaux, furent confisqués et vendus.

## Politique et administration

### Rattachements administratifs et électoraux
La commune était intégrée à l'arrondissement de Provins du département de Seine-et-Marne.
Afin de faire coïncider les limites d'arrondissement et celles des intercommunalités, elle intègre le 1er janvier 2018 l'arrondissement de Meaux.
Pour l'élection des députés, elle fait partie depuis 1988 de la cinquième circonscription de Seine-et-Marne.
Elle faisait partie depuis 1801 du canton de La Ferté-Gaucher. Dans le cadre du redécoupage cantonal de 2014 en France, elle intègre le canton de Coulommiers.

### Intercommunalité
La commune était membre de la communauté de communes Avenir et développement du secteur des Trois Rivières, créée fin 1993.
Le 1er janvier 2013, celle-ci fusionne avec la communauté de communes de la Brie des Templiers pour former la communauté de communes du Pays de Coulommiers.
Dans le cadre des dispositions de la loi portant nouvelle organisation territoriale de la République (Loi NOTRe) du 7 août 2015, qui prévoit que les établissements publics de coopération intercommunale (EPCI) à fiscalité propre doivent avoir un minimum de 15 000 habitants (et 5 000 habitants en zone de montagnes), le schéma départemental de coopération intercommunale (SDCI) de Seine-et-Marne prescrit  sa fusion avec la communauté de communes de la Brie des moulins.
La communauté d'agglomération Coulommiers Pays de Brie est ainsi créée le 1er janvier 2018, dont la commune est désormais membre.

### Liste des maires
| Période                                  | Période   | Identité                  | Étiquette | Qualité |
| ---------------------------------------- | --------- | ------------------------- | --------- | ------- |
| Les données manquantes sont à compléter. |           |                           |           |         |
| 1924                                     | 1933      | Émile Paul Victor Olivier |           |         |
| 1933                                     | 1944      | Émile Alexandre Perrin    |           |         |
| 1944                                     | 1966      | Paul Olivier              |           |         |
| 1966                                     | 1971      | Albert Lallement          |           |         |
| 1971                                     | 1981      | Lucien Couillet           |           |         |
| 1981                                     | juin 1995 | Gaston Vidaillac          |           |         |
| 1995                                     | 2014      | André Olivier             |           |         |
| 2014                                     | En cours  | Muriel Domard             |           |         |

## Population et société

### Démographie
L'évolution du nombre d'habitants est connue à travers les recensements de la population effectués dans la commune depuis 1793. Pour les communes de moins de 10 000 habitants, une enquête de recensement portant sur toute la population est réalisée tous les cinq ans, les populations de référence des années intermédiaires étant quant à elles estimées par interpolation ou extrapolation. Pour la commune, le premier recensement exhaustif entrant dans le cadre du nouveau dispositif a été réalisé en 2008.

En 2022, la commune comptait 821 habitants, en évolution de +0,24 % par rapport à 2016 (Seine-et-Marne : +3,92 %, France hors Mayotte : +2,11 %).
| 1793 | 1800 | 1806 | 1821 | 1831 | 1836 | 1841 | 1846 | 1851 |
| ---- | ---- | ---- | ---- | ---- | ---- | ---- | ---- | ---- |
| 559  | 696  | 658  | 727  | 838  | 863  | 881  | 922  | 904  |

| 1856 | 1861 | 1866 | 1872 | 1876 | 1881 | 1886 | 1891 | 1896 |
| ---- | ---- | ---- | ---- | ---- | ---- | ---- | ---- | ---- |
| 920  | 968  | 960  | 850  | 846  | 891  | 855  | 804  | 769  |

| 1901 | 1906 | 1911 | 1921 | 1926 | 1931 | 1936 | 1946 | 1954 |
| ---- | ---- | ---- | ---- | ---- | ---- | ---- | ---- | ---- |
| 748  | 724  | 748  | 608  | 664  | 603  | 610  | 702  | 661  |

| 1962 | 1968 | 1975 | 1982 | 1990 | 1999 | 2006 | 2008 | 2013 |
| ---- | ---- | ---- | ---- | ---- | ---- | ---- | ---- | ---- |
| 562  | 537  | 555  | 507  | 609  | 685  | 753  | 770  | 813  |

| 2018 | 2022 | - | - | - | - | - | - | - |
| ---- | ---- | - | - | - | - | - | - | - |
| 830  | 821  | - | - | - | - | - | - | - |

### Enseignement
Amillis dispose d’une école primaire publique, comprenant une section maternelle et une école élémentaire, située rue Georges Renard.
Cet établissement public comprend 81 élèves (chiffre du Ministère de l'Éducation nationale) en 2018.
La commune dépend de l'Académie de Créteil : pour le calendrier des vacances scolaires, Amillis est en zone C.

## Économie

### Revenus de la population et fiscalité
En 2016, le nombre de ménages fiscaux était de 293 représentant 758 personnes et le  médiane du revenu disponible par unité de consommation  de 22 877 €.

### Emploi
En 2016, le nombre total d'emplois dans la zone était de 237, occupant 360 actifs  résidants.
Le taux d’activité de la population (actifs ayant un emploi) âgée de 15 à 64 ans s'élevait à  69,8 % contre un taux de chômage de 6,4 %. Les inactifs se répartissent de la façon suivante : 8,7 % d’étudiants et stagiaires non rémunérés, 8,9 % de retraités ou préretraités et 6,1 % pour les autres inactifs.

### Entreprises et commerces
En 2015, le nombre d’établissements actifs était de 94 dont 16 dans l’agriculture-sylviculture-pêche, 6 dans l’industrie, 13 dans la construction, 47 dans le commerce-transports-services divers et 12  étaient relatifs au secteur administratif.
Ces établissements ont pourvu 199 postes salariés.

## Culture locale et patrimoine

### Lieux et monuments
- Église Saint-Pierre-et-Sainte-Flodoberthe, XIe et XVIe siècles. L'église est construite autour de trois nefs. L'existence d'un culte à sainte Flodoberthe est attestée au XIIe siècle. Il s'agirait d'une religieuse de l'abbaye de Faremoutiers ou d'une ermite sous la protection de saint Flobert de Troyes. Au XIe siècle, les reliques de Sainte Flodoberthe (ou Leudeberte ou Floberde) ont été transportés de l'abbaye de Faremoutiers jusqu'à l'église, alors appelé Saint-Pierre d'Amillis. Sainte Flodoberthe devient alors la seconde patronne de la paroisse[43].

La chapelle qui lui est dédiée, à droite de l'église, abrite un buste en bois doré contenant les reliques de la sainte, et servait de chapelle funéraire aux seigneurs de Grangemenant. Celle de gauche, dédiée à la Vierge, accueillait les restes des seigneurs d'Amillis. Il ne reste que la pierre tombale d'Antoine de Vères, chevalier de Saint Jehan de Jérusalem mort en 1540. Le tabernacle du maître-autel provient du couvent des capucins de Coulommiers, les autels latéraux de la commanderie de Chevru. Les fonts baptismaux ont été offerts par Henri de Guise, parrain du fils aîné du baron de Sénecé, seigneur d'Amillis au XVIe siècle.
L'atelier des bénédictines de Saint-Benoît-sur-Loire a réalisé les vitraux du chœur en 1961.
- Grotte Notre Dame de Lourdes, construite en 1958 à l'initiative de l'abbé Fabing. Une messe y est célébrée le 15 août.
- Ancien couvent des Dominicaines, aujourd'hui E.H.P.A.D (Établissement d'Hébergement pour personnes âgées dépendantes).
- Autel avec croix (qui était l'emplacement de l'ancienne chapelle, près de la route qui mène à Fontenelle) situé près d'une fontaine, dont les fidèles lui attribuaient des vertus curatives, et où les reliques de Sainte Flodoberthe étaient menées en pèlerinage deux fois par an[44].

### Personnalité liée à la commune
Henri Farré (1871-1934) : peintre connu pour ses dessins et tableaux sur les combats aériens et ses portraits de pilotes de la Première Guerre mondiale tel Guynemer, résida dans une propriété sur la route de Dagny entre 1932 et 1934. Il peignit certainement quelques paysages locaux, comme Scène près de l'Aubetin et fit quelques portraits. Malade, il repartit en 1934 pour Chicago où il mourut.